# سامي جودة
سامي حسن جودة ( 1925 -30 سبتمبر 2020) سياسي أردني ووزير سابق وعضو في مجلس الأعيان الثامن عشر. وهو والد ناصر جودة وزير الخارجية الأسبق. تلقى تعليمه في الكلية الابراهيمية بالقدس عام 1947 ثم حصل على شهادة البكالوريوس العلاقات العالمية والحكومية من سان فرنسيسكو عام 1954 والماجستير في نفس التخصص والجامعة عام 1955. كما حصل على شهادة الدكتوراه علوم العلاقات العالمية والحكومية بواشنطن عام 1956. 

## المناصب التي شغلها
- - 1957-1958 مدير مطار في وزارة الطيران المدني
- - 1958-1959 وزير مواصلات
- - 1957-1961 عضو مجلس النواب عن منطقة رام الله
- - 1961 مدير ميناء العقبة
- - 1962 وكيل ديوان المحاسبة
- - 1964 مدير دائرة ميناء العقبة
- - 1965 رئيس سلطة قناة الغور الشرقية
- - 1966 محافظ في وزارة الداخلية
- - 1966 محافظ معان
- - 1967 – 1968 وكيل وزارة الداخلية
- - 1968 رئيس ديوان الموظفين
- - 1969 - 1970 وزير الاقتصاد الوطني
- - 1985 - 1988 وزير دولة للشؤون البرلمانية